# Wasilij Popow (generał)
Wasilij Stiepanowicz Popow (ros. Василий Степанович Попов, ur. 27 grudnia 1893?/8 stycznia 1894 w stanicy Prieobrażenskaja w obwodzie wołgogradzkim, zm. 2 lipca 1967 w Moskwie) – radziecki dowódca wojskowy, generał pułkownik, Bohater Związku Radzieckiego (1945).

## Życiorys
Ukończył seminarium nauczycielskie, od 1916 służył w rosyjskiej armii, w I wojnie światowej dowodził plutonem na Froncie Południowo-Zachodnim. W 1919 wstąpił do Armii Czerwonej i został członkiem RKP(b), brał udział w wojnie domowej i w wojnie z Polską jako pomocnik szefa i szef sztabu 39 Dywizji Piechoty, a od maja 1920 szefa sztabu i pomocnik dowódcy brygady i pomocnik szefa sztabu 14 Dywizji Kawalerii w składzie 1 Armii Konnej. W 1922 ukończył Wojskową Akademię Armii Czerwonej, 1924-1926 dowodził 6 Samodzielną Brygadą Kawalerii, walczył przeciw basmaczom w Tadżykistanie, 1928-1931 był komendantem Ukraińskiej Szkoły Kawalerii, 1929 ukończył kursy doskonalenia wyższej kadry dowódczej, a w 1931 kursy przy Akademii Wojskowo-Politycznej. W latach 1931–1937 dowodził 12 Dywizją Kawalerii, 1937-1938 4 Kozackim Korpusem Kawalerii, od lipca 1939 wykładał w Akademii Wojskowej im. Michaiła Frunzego, 1939-1940 jako dowódca 28 Korpusu Piechoty uczestniczył w wojnie z Finlandią, po zakończeniu której służył w Zachodnim Specjalnym Okręgu Wojskowym. Po ataku Niemiec na ZSRR jako dowódca 28 Korpusu Piechoty 4 Armii Frontu Zachodniego brał udział w walkach w rejonie Brześcia, Kobrynia i Bobrujska, z dużymi stratami wyprowadzając resztki korpusu z okrążenia, a 15 lipca 1941 w walkach pod Propojskiem, gdzie został ciężko ranny.
Po wyleczeniu we wrześniu 1941 został zastępcą dowódcy 50 Armii Frontu Briańskiego/Zachodniego, od stycznia 1942 do kwietnia 1944 dowodził wojskami 10 Armii Frontu Zachodniego, brał udział w bitwie pod Moskwą, operacji rżewsko-wiaziemskiej, operacji spas-diemienskiej i smoleńskiej. W kwietniu-maju 1944 był zastępcą dowódcy 1 Frontu Białoruskiego, a od maja 1944 do końca wojny dowódcą 70 Armii 1 Frontu Białoruskiego/2 Frontu Białoruskiego, na czele której brał udział w operacji białoruskiej (w tym lubelsko-brzeskiej), wschodniopruskiej, mławsko-elbląskiej, wschodniopomorskiej, i berlińskiej, wyróżniając się przy wyzwalaniu Smoleńska, Brześcia, Przasnysza, Modlina i wielu innych miast i forsowaniu Odry. 18 stycznia 1945 dowodzona przez niego armia zajęła twierdzę Modlin, a 26 stycznia 1945 sforsowała Wisłę w rejonie Bydgoszczy. Po zakończeniu działań wojennych stacjonował z armią na wybrzeżu Bałtyku i w rejonie Szczecina, następnie dowodził 43 Armią w składzie Północnej Grupy Wojsk stacjonującej w Polsce, a od sierpnia 1946 do listopada 1947 10 Armią Gwardii w Leningradzkim Okręgu Wojskowym, następnie został kierownikiem kursów doskonalenia dowódców dywizji piechoty i potem naczelnikiem wydziału Wojskowej Akademii im. Frunzego. Od czerwca 1955 do stycznia 1958 był naczelnikiem Wydziału Wojskowo-Historycznego ds. przygotowania oficerów armii państw demokracji ludowej, 1958-1959 pracownikiem naukowo-badawczym w Sztabie Generalnym, następnie zakończył służbę wojskową. Był deputowanym do Rady Najwyższej ZSRR 2 kadencji (1946-1950). Został pochowany na Cmentarzu Nowodziewiczym.

## Awanse
- Kombrig (26 listopada 1935)
- Generał major (4 czerwca 1940)
- Generał porucznik (5 czerwca 1942)
- Generał pułkownik (26 lipca 1944)

## Ordery i odznaczenia
- Złota Gwiazda Bohatera Związku Radzieckiego (10 kwietnia 1945)
- Order Lenina (dwukrotnie)
- Order Czerwonego Sztandaru (pięciokrotnie)
- Order Suworowa I klasy (dwukrotnie)
- Order Kutuzowa I klasy
- Order Czerwonej Gwiazdy
- Medal jubileuszowy „XX lat Robotniczo-Chłopskiej Armii Czerwonej”[1]
- Medal „Za obronę Moskwy”
- Medal „Za zwycięstwo nad Niemcami w Wielkiej Wojnie Ojczyźnianej 1941–1945”
- Medal „Za wyzwolenie Warszawy”
- Medal „Za zdobycie Królewca”
- Medal jubileuszowy „Dwudziestolecia zwycięstwa w Wielkiej Wojnie Ojczyźnianej 1941–1945”
- Medal jubileuszowy „30 lat Armii Radzieckiej i Floty”
- Medal jubileuszowy „40 lat Sił Zbrojnych ZSRR”
- Order Krzyża Grunwaldu I klasy (Polska)
- Medal za Odrę, Nysę, Bałtyk (Polska Ludowa)
- Medal Zwycięstwa i Wolności 1945 (Polska Ludowa)